# Meriwether County
Meriwether County är ett administrativt område i delstaten Georgia, USA, med 21 992 invånare.  Den administrativa huvudorten (county seat) är Greenville. 

## Geografi
Enligt United States Census Bureau så har countyt en total area på 1 309 km². 1 304 km² av den arean är land och 5 km² är vatten.

### Angränsande countyn
- Coweta County - nord
- Spalding County - nordost
- Pike County - öst
- Upson County - sydost
- Talbot County - syd
- Harris County - sydväst
- Troup County - väst